# Volta a la província de Namur
La Volta a la província de Namur és una cursa ciclista per etapes que se celebra a l'agost a la província de Namur, a la regió belga de Valònia.

## Palmarès
| Any  | Primer                          | Segon                           | Tercer                     |
| ---- | ------------------------------- | ------------------------------- | -------------------------- |
| 1948 | Roger Wilmot i Edmond De Backer | Roger Wilmot i Edmond De Backer | Jean Borcy                 |
| 1949 | Ernest Albert                   | Richard Van Genechten           | Léon Vandenberghe          |
| 1950 | Désiré De Proot                 | Marcel Trefois                  | Ernest De Backer           |
| 1951 | Robert Grondelaers              | Lucien Victor                   | Marcel Trefois             |
| 1952 | Karel Clerckx                   | Paul Depaepe i Jean Moxhet      | Paul Depaepe i Jean Moxhet |
| 1953 | François Jennes                 | Cyrille Vandorpe                | Edgard Vandercasseyen      |
| 1954 | Jules Mans                      | Marcel Trefois                  | Flory Ongenae              |
| 1955 | Marcel Trefois                  | Jean-Baptiste Blavier           | Vital Lavis                |
| 1956 | Roger Soenen                    | Gilbert Viscardy                | Valère Paulissen           |
| 1957 | Henri De Wolf                   | Jacques Vranken                 | Thadeus Wierucki           |
| 1958 | Marcel Blavier                  | Jean-Marie Van Lippevelde       | Robert Duveau              |
| 1959 | Désiré Cartigny                 | Louis Geris                     | Roger Walravens            |
| 1960 | André Durnez                    | Antonio Conti                   | Ferdinand Geelen           |
| 1961 | Auguste Hoefkens                | Etienne Thomaes                 | Roger Coopmans             |
| 1962 | Willy Monty                     | Jean-Baptiste Blavier           | Albert Kesters             |
| 1963 | Roger Engelen                   | Armand Van Den Bempt            | Jose Riguelle              |
| 1964 | Bernard Guyot                   | Willy Van Neste                 | Jan Put                    |
| 1965 | Willy Van Neste                 | Jean Monteyne                   | Wilfried David             |
| 1966 | Evert Dolman                    | Harry Steevens                  | Rini Wagtmans              |
| 1967 | Jos De Schoenmaecker            | Peter Buckley                   | Rini Wagtmans              |
| 1968 | Jos De Schoenmaecker            | Francis Yppersiel               | Marc Sohet                 |
| 1969 | Frans Kerremans                 | Maurice Eyers                   | Julien Van Geebergen       |
| 1970 | André Doyen                     | Luc Van Goidsenhoven            | August Herijgers           |
| 1971 | Rudi Rijpens                    | August Herijgers                | Gaetano Juliano            |
| 1972 | Valeri Likatchev                | Ivan Trifonov                   | Vikenti Basko              |
| 1973 | Jacques Martin                  | Eddy Van Hoof                   | Francis Deminne            |
| 1974 | Henk Smits                      | Willy Vanden Ouweland           | Pierre Sonnet              |
| 1975 | Ferdi Van Den Haute             | Bernard Lecocq                  | Francis Deminne            |
| 1976 | Fons De Wolf                    | Henk Lubberding                 | Frank Hoste                |
| 1977 | Eddy Schepers                   | Christian Dumont                | Guus Bierings              |
| 1978 | Roger De Cnijf                  | Dirk Vandewalle                 | Jean-Marie Wampers         |
| 1979 | Etienne De Wilde                | Francois De Decker              | Erich Richter              |
| 1980 | John van Asten                  | Gerrit Solleveld                | Ad Polak                   |
| 1981 | Ludo De Keulenaer               | Thierry Septon                  | Alain Jamart               |
| 1982 | Luc Brankaerts                  | Michel Dernies                  | Peter Schroen              |
| 1983 | Victor Buisman                  | Luc Branckaerts                 | Erik Stöcklin              |
| 1984 | Eric Verweire                   | Luc Ronsse                      | Jean-Marie Michotte        |
| 1985 | Peter Roes                      | Jan De Keyser                   | Alain Lefever              |
| 1986 | Patrick Steeno                  | Frédéric Selvais                | Luc Ronsse                 |
| 1987 | Jean-Paul Ven Der Straeten      | Eric Boucher                    | Guy Rooms                  |
| 1988 | Wim Verbeeck                    | Eric Verweire                   | Marc Vrindts               |
| 1989 | Wim Sels                        | Pierre Herinne                  | Marc Vrindts               |
| 1990 | Sylvain Miel                    | Hervé Meyvisch                  | Diederik Kempers           |
| 1991 | Denis Minet                     | Kurt Van Nuffel                 | Gino Bos                   |
| 1992 | Gert Van Brabant                | Jean-Pierre Dubois              | Geert De Buck              |
| 1993 | Rik Verbrugghe                  | Renaud Boxus                    | Geert De Buck              |
| 1994 | Sven-Gaute Hølestøl             | Eddy Torrekens                  | Marc Bouillon              |
| 1995 | Levi Leipheimer                 | Christophe Leeuwerck            | Goswin Laplasse            |
| 1996 | Davy Delme                      | Danny Van Looy                  | Benjamin Van Itterbeeck    |
| 1997 | Peter Wuyts                     | Renaud Boxus                    | Davy Daniels               |
| 1998 | Johan Van Nueten                | David Debremaeker               | Jurgen Van Roosbroeck      |
| 1999 | Geoffrey Demeyere               | Rudy Verdonck                   | Oliver Penney              |
| 2000 | Sébastien Mattozza              | Matti Helminen                  | Dmitriy Muravyev           |
| 2001 | Carlo Meneghetti                | Philippe Gilbert                | Andy Vanhoudt              |
| 2002 | Pieter Mertens                  | Matti Helminen                  | Serge Pauwels              |
| 2003 | Daniel Verelst                  | Kees Jeurissen                  | Frederik Veuchelen         |
| 2004 | Joseph Boulton                  | Raphael Bastin                  | Kristof Vercouillie        |
| 2005 | Gianni Meersman                 | Nico Kuypers                    | Bjorn Hoeben               |
| 2006 | Marc Streel                     | Fredrik Johansson               | Kevyn Ista                 |
| 2007 | Romain Zingle                   | Pieter Vanspeybrouck            | Geoffrey Demeyere          |
| 2008 | Jens Renders                    | Stijn Neirynck                  | Eduard Bogaert             |
| 2009 | Sierk-Jan De Haan               | Dries Hollanders                | Pieter Serry               |
| 2010 | Edwig Cammaerts                 | Olivier Pardini                 | Niels Nachtergaele         |
| 2011 | Eliot Lietaer                   | Brecht Dhaene                   | Putt Tanner                |
| 2012 | Jasper Ockeloen                 | Mike Teunissen                  | Dieter Bouvry              |
| 2013 | Floris De Tier                  | Brecht Dhaene                   | Peter Schulting            |
| 2014 | Sander Cordeel                  | Axel Decorte                    | Dimitri Peyskens           |
| 2015 | Jens Adams                      | Jimmy Janssens                  | Benjamin Declercq          |
| 2016 | Laurens Sweeck                  | Mathias Van Gompel              | Ludovic Robeet             |
| 2017 | William Elliot                  | Laurens Sweeck                  | Lennert Teugels            |
| 2018 | Abram Stockman                  | Rob Ruijgh                      | Mathijs Paasschens         |
| 2019 | Sander Elen                     | Sander De Pestel                | Ward Vanhoof               |
| 2020 | suspesa                         |                                 |                            |
| 2021 | Jenno Berckmoes                 | Thibau Nys                      | Lars van der Haar          |
| 2022 | Frank van den Broek             | Gil Gelders                     | Jago Willems               |
| 2023 | Aaron Dockx                     | Pim Ronhaar                     | Gerben Kuypers             |